# 默菲灣
默菲灣（英語：Murphy Inlet）是南極洲的海灣，位於埃爾斯沃思地的瑟斯頓島北岸，全長33公里，在1946年12月由美國海軍拍攝的空中照片繪入地圖，現時由南極條約體系管理。
71°59′S 98°2′W / 71.983°S 98.033°W